# Le Solitaire de Fort Humboldt
Pour plus de détails, voir Fiche technique et Distribution.
Le Solitaire de Fort Humboldt (Breakheart Pass) est un western américain réalisé par Tom Gries en 1975. C'est une adaptation du roman Le défilé de Crêve-Cœur d'Alistair MacLean paru en 1974.

## Résumé
Deakin est un tricheur qui se fait prendre sur le fait et emmener dans un train de soldats qui doit se rendre à Fort Humboldt, pour apporter soins et renforts à une garnison décimée par une épidémie de typhus. Mais les passagers du train sont curieusement éliminés les uns après les autres.

## Fiche technique
- Titre original : Breakheart Pass
- Réalisateur : Tom Gries
- Scénario : Alistair MacLean, d'après le roman Breakheart Pass d'Alistair MacLean
- Production : Jerry Gershwin, Elliott Kastner pour Elliott Kastner Productions
- Musique : Jerry Goldsmith
- Photographie : Lucien Ballard
- Direction artistique : Tambi Larsen
- Décors de plateau : Darrell Silvera
- Durée : 95 min
- Pays de production :  États-Unis
- Langue : anglais
- Couleur : DeLuxe
- Aspect ratio : 1,85:1
- Son : Mono
- Classification : USA : PG
- Dates de sortie :
  - Finlande : 25 décembre 1975
  - États-Unis : 5 mai 1976 (New York)
  - France : 7 janvier 1976[1]
- Affiche : Jouineau Bourduge (France)

## Distribution
- Charles Bronson (VF : Claude Bertrand) : Deakin
- Ben Johnson (VF : Jean-Paul Coquelin) : Pearce
- Richard Crenna (VF : Jean-Claude Balard) : gouverneur Fairchild
- Jill Ireland (VF : Marion Loran) : Marica
- Charles Durning (VF : Albert Augier) : O'Brien
- Ed Lauter (VF : Robert Party) : Major Claremont
- Bill McKinney (VF : Raoul Curet) : révérend Peabody
- David Huddleston (VF : Albert de Médina) : Dr Molyneux
- Roy Jenson (VF : Pierre Garin) : Chris Banion
- Rayford Barnes (VF : Georges Aubert) : Sergeant Bellew
- Scott Newman : Rafferty
- John Mitchum : Red Beard
- Robert Tessier : Levi Calhoun
- Joe Kapp : Henry
- Archie Moore : Carlos
- Sally Kirkland : Jane-Marie
- Sally Kemp : prostituée